# Pădurea Balta - Munteni
Pădurea Balta - Munteni este un sit de importanță comunitară (SCI) desemnat în scopul protejării biodiversității și menținerii într-o stare de conservare favorabilă a florei spontane și faunei sălbatice, precum și a habitatelor naturale de interes comunitar aflate în arealul zonei protejate. Acesta este situat în sud-estul Moldovei, pe teritoriul județului Galați.

## Localizare
Aria naturală se află în partea nord-vestică a județului Galați, pe teritoriul administrativ al comunei Negrilești (în vestul satului omonim), în apropierea drumului național DN24, care leagă municipiul Tecuci de Bârlad.

## Descriere
Zona a fost declarată sit de importanță comunitară prin Ordinul Ministerului Mediului și Dezvoltării Durabile Nr.1964 din 13 decembrie 2007 (privind instituirea regimului de arie naturală protejată a siturilor de importanță comunitară, ca parte integrantă a rețelei ecologice europene Natura 2000 în România) și se întinde pe o suprafață de 85.8 hectare.
Situl reprezintă o zonă de câmpie în lunca Bârladului (râuri, lunci, pajiști, păduri de foioase și terenuri arabile cultivate) încadrată în bioregiune stepică a Podișului Moldovenesc; ce conservă habitate naturale de tip: Păduri ripariene mixte cu Quercus robur, Ulmus laevis, Fraxinus excelsior sau Fraxinus angustifolia, de-a lungul marilor râuri (Ulmenion minoris); și protejează o gamă  floristică variată.

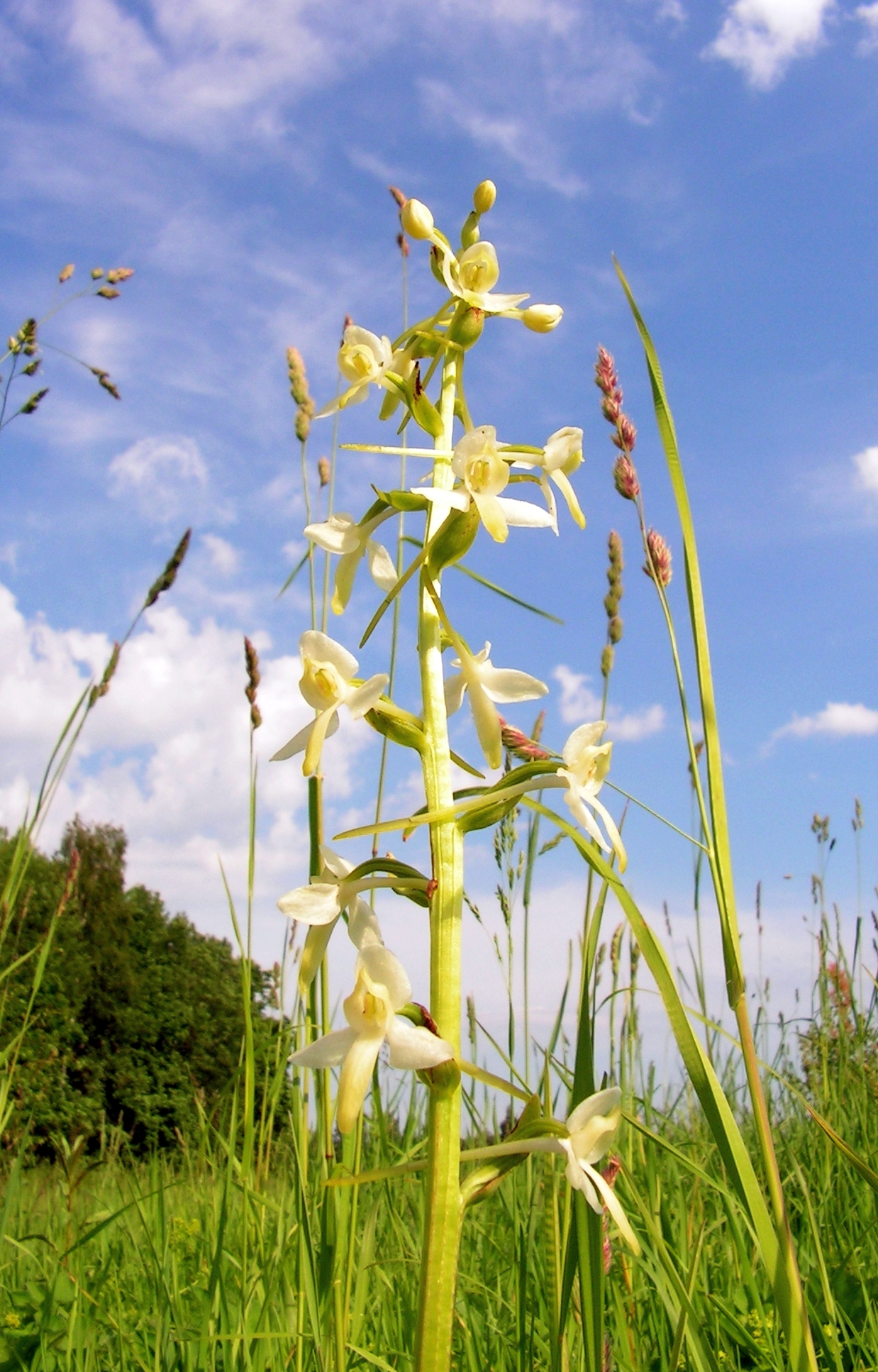
Stupiniță (Platanthera bifolia)

Flora este constituită din arbori și arbusti cu specii de: stejar (Quercus robur), frasin (Fraxinus angustifolia, Fraxinus excelsior), frasin pufos (Fraxinus pallisiae), velniș (Ulmus laevis), ulm de câmp (Ulmus minor, Ulmus procera), jugastru (Acer campestre), păducel (Crataegus monogyna), corn (Cornus mas), sânger (Cornus sanguinea), măceș (Rosa canina), salbă moale (Euonymus europaeus) sau lemn câinesc (Ligustrum vulgare). 
La nivelul ierburilor este semnalată prezența mai multor plante (unele foarte rare și protejate prin lege) cu specii de: lalea pestriță (Fritillaria meleagris), garofiță (Dianthus guttatus), ghiocei (Galanthus elwesii), ghiocei de baltă (Leucojum aestivum), brei ovat (Mercurialis ovata), trânji (Neottia nidus-avis), usturoi sălbatic (Allium guttatum), pătlăgină (Plantago schwarzenbergiana), stupiniță (Platanthera bifolia) sau joldeală (Serratula wolffii)
La baza desemnării sitului se află un lepidopter (fluture) din specia Erannis ankeraria; specie faunistică listată în anexa I-a a Directivei Consiliului European 92/43/CE din 21 mai 1992 (privind conservarea habitatelor naturale și a speciilor de faună și floră sălbatică).

## Căi de acces
- Drumul național DN24 pe ruta: Tecuci -  Munteni - Gara Berheci - drumul județean DJ240 până la Negrilești.

## Monumente și atracții turistice
În vecinătatea sitului se află câteva obiective de interes istoric, cultural și turistic; astfel:

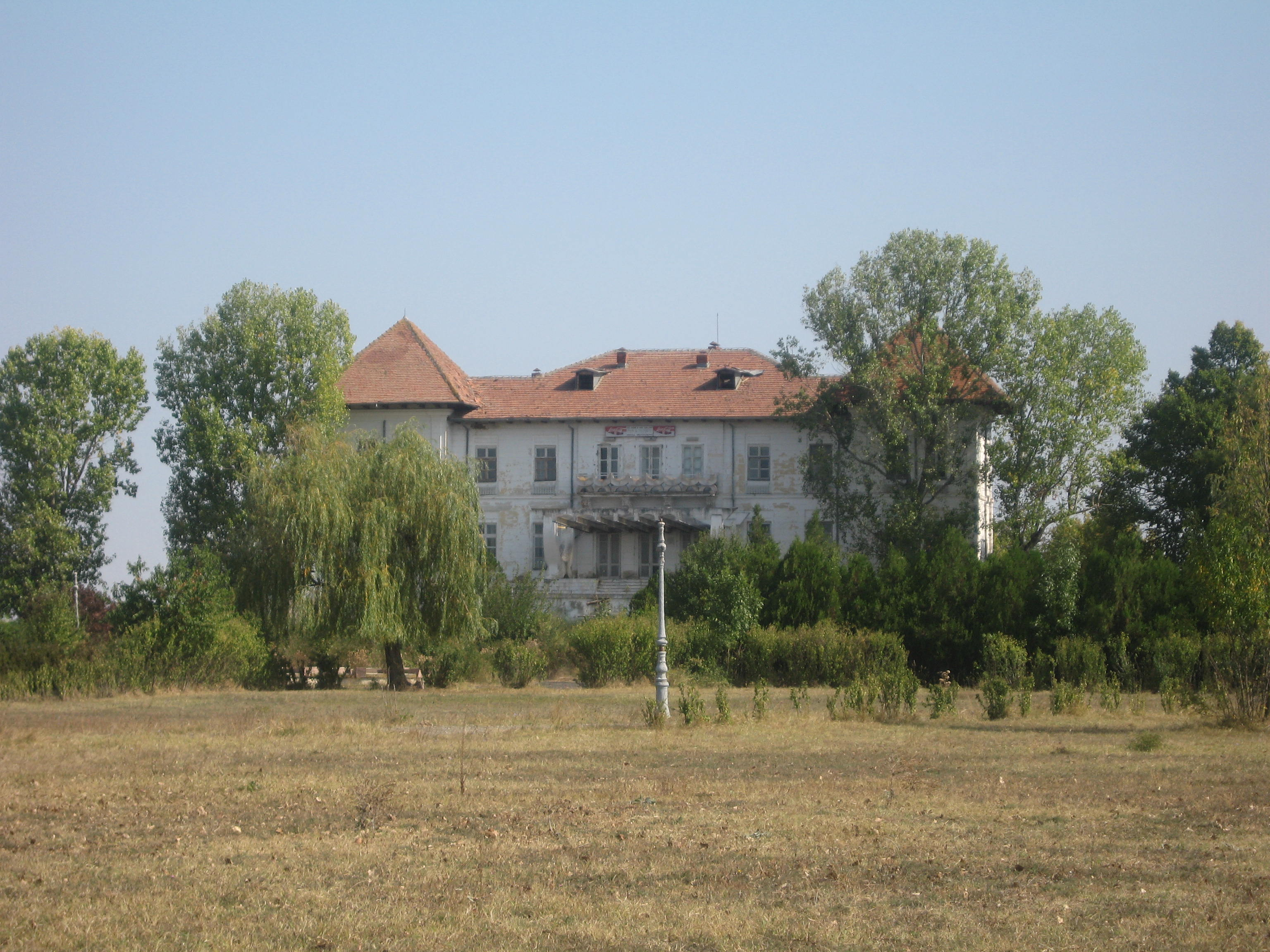
Conacul poetului Costache Conachi din Ţigăneşti

- Conacul poetului Costache Conachi din Țigănești, construcție secolul al XVIII-lea, monument istoric.
- Poarta conacului poetului Costache Conachi din satul Țigănești, construcție secolul al XIX-lea, monument istoric.
- Ansamblul conacului Nestor Cincu din Țigănești (Conacul Nestor Cincu, Foișorul și Parcul conacului Cincu), construcție secolul al XIX-lea, monument istoric.
- Fosta Prefectură a Județului Tecuci, azi Clubul Copiilor din Tecuci, construcție 1900, monument istoric.
- Situl arheologic de la Negrilești (sec. XVI, Epoca medievală, sec. IV p. Chr., Epoca romană, Epoca bronzului târziu, Cultura Noua, mil. IV a. Chr., Eneolitic, Cultura Gumelnița, aspectul Stoicani - Aldeni).